# Liste der Baudenkmäler in Emmering (Landkreis Fürstenfeldbruck)

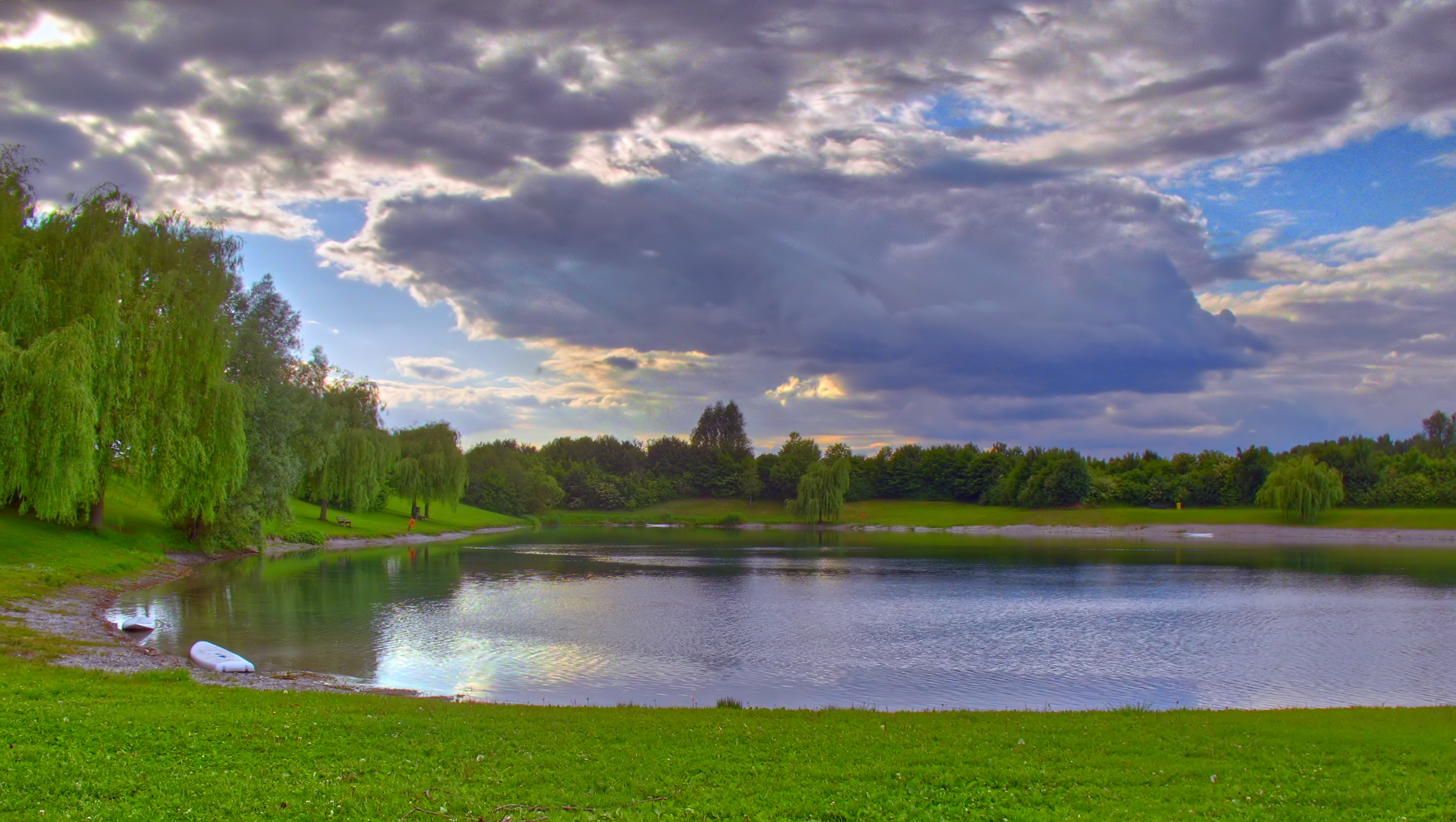
Emmeringer See

Auf dieser Seite sind die Baudenkmäler in der oberbayerischen Gemeinde Emmering zusammengestellt. Diese Tabelle ist eine Teilliste der Liste der Baudenkmäler in Bayern. Grundlage ist die Bayerische Denkmalliste, die auf Basis des Bayerischen Denkmalschutzgesetzes vom 1. Oktober 1973 erstmals erstellt wurde und seither durch das Bayerische Landesamt für Denkmalpflege geführt wird. Die folgenden Angaben ersetzen nicht die rechtsverbindliche Auskunft der Denkmalschutzbehörde.

## Baudenkmäler nach Ortsteilen

### Emmering
| Lage                                          | Objekt                                                    | Beschreibung | Akten-Nr.              | Bild                               |
| --------------------------------------------- | --------------------------------------------------------- | --- | ---------------------- | ---------------------------------- |
| Am Eichenhain 2 (Standort)                    | Ehemalige Villa Petersen                                  | zweigeschossiges Landhaus mit Süderker und ausgebautem Dach, Halle und offenem Treppenhaus, für den Marinemaler Hans Ritter von Petersen von Karl Stöhr, 1906 | D-1-79-119-11 Wikidata | weitere Bilder                     |
| Amperstraße 1 (Standort)                      | Ehemalige Schule                                          | zweiflügeliger Walmdachbau in neubarocken Formen, von Leo Hoch, 1912 | D-1-79-119-12 Wikidata | weitere Bilder                     |
| Brucker Straße 3 a, Kirchplatz 1 a (Standort) | Pfarrhaus                                                 | zweigeschossiger Putzbau mit Halbwalmdach, 1809 | D-1-79-119-3 Wikidata  | weitere Bilder                     |
| Brucker Straße 10 (Standort)                  | Ehemaliges Bauernhaus                                     | zweigeschossiger verputzter Einfirsthof mit Satteldach, 2. Hälfte 19. Jahrhundert | D-1-79-119-6 Wikidata  | Ehemaliges Bauernhaus              |
| Emmeringer Straße 15 (Standort)               | Landhaus Christ                                           | zweigeschossiger Flachsatteldachbau mit polygonalem Erker und hölzernen Balkonen, im Schweizerhausstil, 1902, erweitert 1921 | D-1-79-119-13 Wikidata | weitere Bilder                     |
| Emmeringer Straße 36 (Standort)               | Villa                                                     | eingeschossiger Putzbau mit Mansardgiebeldach und neubarocken Schweifgiebeln, Pilastergliederung und Balkon, von Adolf Voll, 1912 | D-1-79-119-14 Wikidata | Villa                              |
| Emmeringer Straße 37 (Standort)               | Landhaus                                                  | zweigeschossiger Putzbau mit Satteldach, Erker und hölzernem Wintergarten und Laube, in Anlehnung an den Typus der Schweizerhäuser, für den Kaufmann Nikolaus Riepp, 1906 | D-1-79-119-15 Wikidata | Landhaus                           |
| Emmeringer Straße 40 (Standort)               | Ehemalige Fabrikantenvilla                                | eingeschossiger steiler Satteldachbau mit gartenseitigem Quergiebel und mittig vorgelagertem Wintergarten mit Balkon, von W. Funke für den Fabrikanten Hugo Roth, 1919 | D-1-79-119-16 Wikidata | Ehemalige Fabrikantenvilla         |
| Emmeringer Straße 43 (Standort)               | Landhaus (Wasserschlössl)                                 | eingeschossiger Putzbau mit ausgebautem steilem Satteldach, schräg verstärkten Eckpfeilern, Rundtürmchen, Erkern und angebautem Wintergarten, von Otho Orlando Kurz im historisierenden Jugendstil für Dr. Karl Eugen Müller, 1908/1909                                                                        | D-1-79-119-17 Wikidata | Landhaus (Wasserschlössl)          |
| Hartstraße 3 (Standort)                       | Wegkreuz                                                  | gusseiserner Corpus, 2. Hälfte 19. Jahrhundert | D-1-79-119-7 Wikidata  | weitere Bilder                     |
| Kapellenweg (Standort)                        | Votivkapelle St. Maria                                    | Sogenannte Pestkapelle, verputzte Nischenanlage, 18./19. Jahrhundert; mit Ausstattung. | D-1-79-119-2 Wikidata  | weitere Bilder                     |
| Kirchplatz (Standort)                         | Katholische Pfarrkirche St. Johann Baptist und Evangelist | Historisierender Saalbau mit eingezogenem Polygonalchor, nördlichem Flankenturm mit Spitzhelm und angefügter Sakristei, von Ludwig Scheidner, 1928, Turm 1961 verändert; mit Ausstattung; Reste einer Tuffsteinmauer, unverputzt, 1901; Friedhof mit Kriegerdenkmal um 1920 und Grabmälern 19./20. Jahrhundert | D-1-79-119-1 Wikidata  | weitere Bilder                     |
| Roggensteiner Straße 9 (Standort)             | Wegkreuz                                                  | mit gusseisernem Corpus, 3. Viertel 19. Jahrhundert | D-1-79-119-9 Wikidata  | Wegkreuz                           |
| Roggensteiner Straße 10 (Standort)            | Alter Wohnteil eines Einfirsthofes                        | zweigeschossig, Satteldach 2. Hälfte 19. Jahrhundert | D-1-79-119-10 Wikidata | Alter Wohnteil eines Einfirsthofes |

### Roggenstein
| Lage                      | Objekt                          | Beschreibung                                  | Akten-Nr.             | Bild           |
| ------------------------- | ------------------------------- | --------------------------------------------- | --------------------- | -------------- |
| In Roggenstein (Standort) | Ehemalige Burgkapelle St. Georg | gotisch, 14./15. Jahrhundert; mit Ausstattung | D-1-79-119-4 Wikidata | weitere Bilder |